# Zarecznaje (przystanek kolejowy)
Zarecznaje (biał. Зарэчнае, ros. Заречное) – przystanek kolejowy w miejscowości Smolewicze, w rejonie smolewickim, w obwodzie mińskim, na Białorusi. Leży na linii Moskwa - Mińsk - Brześć. Położony jest w centralnej części Smolewicz, w przeciwieństwie do stacji Smolewicze, która leży na peryferiach miasta.